# حساب اليد

حساب اليد هو إيجاد عدد الأشياء باستخدام أصابع اليد، ويُسمى هذا النظام في الأعمال العربية حساب «الروم» (أي البيزنطيين). ويُجهل تاريخ دخوله إلى العالم الإسلامي وكيفية ذلك، لكنْ بالإمكان الافتراض بأن التجار والباعة العرب، حتى قبل الإسلام، قد تعلموا من جيرانهم العدّ بواسطة الأصابع، ونجد في بعض الأحاديث النبوية الشريفة ما يشير إلى استخدام الرموز الأصبعية للإشارة إلى الأعداد مما ميّز هذا النظام. والاحتساب في هذا النظام كان يجري ذهنياً، لكن ذلك يستدعي حِفظ بعض النتائج الوسيطة، وهذا ما كان يقوم به المحتسب بواسطة طي أصابع يديه في وضعيات مختلفة تسمح بتمثيل الأعداد من 1 إلى 9999، وهذه الوضعيات المختلفة موجودة في «حساب» الإقليدسي. تسمى هذه الوضعيات «العقود» (نسبة إلى عقد الأصبع)، وامتداداً، سُمِّي هذا النظام «حساب العقود».
ويعود العمل الأقدم الذي نعرفه حول نظام الجُمَّل لأبي الوفاء البوزجاني (القرن العاشر). وبعده بقليل نجده عند الكرجي في «الكافي في الحساب». وليس هناك من عمل جدي آخر تناول هذا النظام الذي بدأ استعماله يتضاءل مع التوسع في استخدام النظام الهندي، بحيث لم يبق منه سوى وسائل عملية في القسمة والضرب إضافة إلى مفهوم عربي في الكسور.